# هشام مكاوي
هشام مكاوي هو مهندس بترول مصري بريطاني ورئيس مجلس إدارة بي بي مصر. انضم إلى شركة بي بي في عام 1990 وتدرج في المناصب في إدارات التحليل التجاري والإقتصادي في دول عدة مثل مصر والولايات المتحدة والمملكة المتحدة لتطوير استثمارات الشركة. أستطاع شريف زيادة استثمارات بى بى على مدار خمس سنوات لتصل إلي 14 مليار دولار في مصر وحدها وعمل على تطوير أنشطة الغاز في منطقة البحرالمتوسط حيث توفر بي بي حوالى 60٪ من إنتاج الغاز السنوي في مصر. ووصل إنتاج الشركة خلال قيادته لتصل ذروته مسجتا أكثر من 250 الف برميل مكافئ في اليوم.

## حياته
- تخرج هشام مكاوي من كلية الهندسة بجامعة القاهرة عام 1983، وعمل مهندساً لمدة أربع سنوات قبل أن يسافر للولايات المتحدة.[7]
- عام 1990 التحق المهندس هشام مكاوي بشركة أموكو كمحلل اقتصادي، وفي العام التالي بدأ العمل على المستوى الدولي في الولايات المتحدة حيث عمل في هيوستن كمحلل اقتصادي أول، ثم إنضم إلى مجموعة التخطيط الاستراتيجي ومجموعة العمليات المالية في شيكاغو كمحلل مالي أول ومخطط أول. وفي عام 1995، عاد إلى هيوستن كمدير تجاري حيث أسندت إليه مسئولية تنمية الأعمال في الشرق الأوسط.
- في أغسطس 1998، بعد الإعلان عن الاندماج بين بي بي وأموكو، عين المهندس هشام مكاوى مساعدا تنفيذيا في شركة بي بيأموكو للاستكشاف في لندن. ثم مالبث أن عين بعد عام واحد قائدا لوحدة أعمال عمليات الزيت في الجزائر ممارسا مهام هذه الوظيفة من مقر الشركة الرئيسى في لندن.
- وفي يوليو 2001، عاد المهندس هشام مكاوى إلى وطنه ليصبح رئيس شركة بي بي مصر.

## رئاسة مجلس الأعمال المصري البريطاني
في مارس عام 2018 أصدر وزير التجارة والصناعة المصري، قرارًا بإعادة تشكيل الجانب المصري في مجلس الأعمال المصري البريطاني، لفترة 3 أعوام، برئاسة هشام مكاوي حيث سيرفع تقؤيؤا دوريًا نصف سنوي لنشاطات المجلس ومقترحات وخطط تنمية المصالح المشتركة بين مصر والمملكة المتحدة. وتهدف إعادة التشكيل إلى توسيع العلاقات التجارية والاقتصادية مع بريطانيا حيث تصل إستثمارات المملكة إلى 5.6 مليون دولار من خلال 1450 شركة ومشروع.

## مجلس إدارة شركة اورانج مصر
في سبتمبر عام 2018 أعلنت شركة أورنچ مصر، عن تعيين هشام مكاوى كأحد الكفاءات محلية متميزة لتعزيز التواجد في السوق المصرية وزيادة الحوكمة، نظر لخبرته في شركة بى بى شمال أفريقيا وخبراته في المناصب التجارية والتحليل الاقتصادى وتطوير الأعمال في هيوستن وشيكاغو ولندن.

## جوائز وتكريم
```
تم تكريم هشام عدة مرات خلال مسيرته مع شركة بى بى ومن مؤسسات أخرى لإنجازاته في مجال الطاقة، حيث تم منحه جائزة “BP at its Best” لبراعته في قيادة الشركة في عام 2011.
[
14
]
[
15
]
```